# Oliver Schriver
Oliver „Ollie“ Martin Schriver (* 17. Dezember 1879 in Washington, D.C.; † 28. Juni 1947 ebenda) war ein US-amerikanischer Sportschütze.

## Erfolge
Oliver Schriver nahm an den Olympischen Spielen 1920 in Antwerpen teil. Mit der Mannschaft wurde er zweimal Olympiasieger mit dem Armeegewehr im liegenden Anschlag. Mit dem Kleinkalibergewehr verpasste er im stehenden Anschlag über 50 m eine vordere Platzierung im Einzel, gewann dafür aber im Mannschaftswettbewerb eine dritte Goldmedaille.
Schriver bekleidete im Jahr 1920 den Rang eines Gunnery Sergeants bei den US Marines. Für das Schützenteam der Marines gewann er zahlreiche Wettbewerbe, zudem fungierte er zeitweise auch als Schießtrainer im Marine Corps. 1929 nahm er seinen Abschied und trat eine Stellung bei der National Rifle Association an.